# Salah Aboud Mahmoud
Salah Aboud Mahmoud (Falluja, 1942 – Amman, 21 giugno 2024) è stato un generale iracheno conosciuto per il suo ruolo nella Battaglia di Khafji e della Battaglia di 73 Easting, durante la Guerra del Golfo.

## Carriera
Il 29 gennaio 1991 prese parte nella battaglia contro le forze della coalizione per prendere il controllo della città saudita di Khafji. Mahmoud partecipò anche nella Guerra Iran-Iraq, accanto alla Battaglia di 73 Easting. Fu nominato comandante del 3º Corpo Iracheno, una misura presa nelle forze militari irachene per garantire che gli ufficiali di alto rango, non costituissero una minaccia per il governo baathista iracheno.
Successivamente fu nominato governatore del Governatorato di Dhi Qar, una provincia sciita precedentemente riconquistata in seguito alle rivolte in Iraq nel 1991 che furono brutalmente represse.

### Anni' 90
Nel dicembre 1994, il maggiore generale Wafiq Al-Samarrai disertò in Giordania e incitò gli ufficiali iracheni a rivoltarsi contro il regime di Saddam Hussein. Mahmoud, ufficiale anch'esso, non si unì, e a dispetto dei suoi collegamenti con alcuni ufficiali giustiziati, non venne giustiziato ma venne gradualmente allontanato dai suoi ruoli governativi.
Il presidente Saddam Hussein nel 1998 divise l'Iraq in quattro regioni amministrative e molti si aspettavano che Mahmoud sarebbe stato richiamato dai militari e nominato governatore del governo centrale dell'Eufrate in seguito alle dimissioni di Mizban Khadr al-Hadi, tuttavia non fu accettato e Hadi fu reintegrato nelle sue funzioni di governatore.

### Invasione dell'Iraq
Durante l'invasione statunitense dell'Iraq nel marzo 2003, Mahmoud scomparve e non si seppe più nulla di lui fino all'annuncio della sua morte avvenuta ad Amman il 21 giugno 2024.